# АМБ-17
АМБ-17 — российский бесшумный малогабаритный автомат, разработанный «концерном „Калашников“». Создан на базе малогабаритного автомата АМ-17 под патрон 9 × 39 мм. Автомат АМБ-17 предназначен для вооружения бойцов подразделений специального назначения.
По состоянию на 2024 год работы над автоматом приостановлены.

## Конструкция
В основе конструкции АМБ-17 лежала идея Е. Ф. Драгунова, применённая им в опытном малогабаритном автомате МА: АМБ-17 имеет компоновку с компактной пластиковой ствольной коробкой П-образного сечения, армированной стальным вкладышем, в которой в «подвешенном» состоянии располагается затворная группа. Автоматика оружия работает по принципу отвода части пороховых газов с коротким ходом газового поршня, запирание ствола осуществляется поворотом затвора с тремя боевыми упорами. Сверху на ствольной коробке выполнена планка Пикатинни для установки различных прицельных приспособлений.
АМБ-17 оборудован встроенным глушителем, калибр увеличен для использования патрона 9 × 39 мм. Это необходимо для поражения целей, использующих бронежилеты второго класса и ниже. Для обеспечения высокой эффективности поражения целей в сочетании с малой шумностью выстрела автомат использует специальные патроны с дозвуковой скоростью пули СП-5 и СП-6. Патроны располагаются в съемных магазинах, совместимыми с АС Вал, ВСС и СР-3 и другими винтовочными системами 9 × 39 мм.

## Преимущества
- Интегрированный глушитель
- Малый вес
- Небольшие габариты
- Высокая надёжность
- Низкая цена сборки
- Высокая кучность
- Хорошая эргономика
- Наличие планки Пикатинни
- Наличие крепления типа M-Lok

## Недостатки
- Высокая отдача
- Низкая настильность пули
- Низкая унификация с другими образцами(моделями) АК